# Leandro Firmino
Leandro Firmino da Hora (Rio de Janeiro, 23 de junho de 1978), é um ator brasileiro mais conhecido por fazer o papel de Zé Pequeno no filme brasileiro Cidade de Deus.

## Carreira
Leandro Firmino pensava em seguir a carreira militar quando, por insistência de um amigo, fez um teste com o diretor Fernando Meirelles, diretor de Cidade de Deus, e passou no teste. Ficou bastante conhecido no filme de 2002 como Zé Pequeno. A atuação de Leandro lhe rendeu vários prêmios, inclusive o prêmio de melhor vilão no AdoroCinema 2002. Na televisão, participou das séries Cidade dos Homens, A Diarista e Carga Pesada, todas elas participações na Rede Globo. No teatro, estreou em Woyzeck e também trabalhou na RedeTV! na série Mano a Mano. Em 2015, apresentou a série Minha Rua, exibida no Canal Futura com direção de Luis Lomenha. Ele desempenhou o papel de Thiago em Trash com Rooney Mara. Seu papel seguinte foi no filme Goitaca, de Rodrigo Rodrigues, com Marlon Blue e Lady Francisco.  Em 2017, integrou a equipe do Pânico na Band, como o personagem Zé Pequeno do Consumidor. Em 2019, Leandro fez sua primeira novela, Órfãos da Terra, na Rede Globo, como o policial Tomás Gomes. Hoje Leandro Firmino, interpreta Gilmar na série Impuros do Star+ que está na quarta temporada. Tem sua estreia internacional da série espanhola Operação Maré Negra em 2022 com o personagem Walter.

## Filmografia

### Televisão
| Ano           | Título                     | Personagem                     | Notas                                       |
| ------------- | -------------------------- | ------------------------------ | ------------------------------------------- |
| 2000          | Brava Gente                | Patrão                         | Episódio: "Palace II"                       |
| 2002          | Cidade dos Homens          | Deco                           | Episódio: "O Cunhado do Cara"               |
| 2004          | Carga Pesada               | Fofão                          | Episódio: "Estrada.com.br"                  |
| 2004          | A Diarista                 | Mílvio Figueira (Seu Figueira) | Temporada 1                                 |
| 2005          | Mano a Mano                | Jonas Padilha de Oliveira      |                                             |
| 2006          | Um Menino muito Maluquinho | Lúcio (adulto)                 | Episódio: "O Canguru Campeão"               |
| 2006          | Vidas Opostas              | José Paulo Ferreira (Sovaco)   |                                             |
| 2009          | Força-Tarefa               | Jacaré                         | Episódio: "Apartamento 124"                 |
| 2010          | S.O.S. Emergência          | Bigu                           | Episódio: "Várias Vezes ao Dia"             |
| 2011          | A Grande Família           | Funcionário do Detran          | Episódio: "Quebra-Molas no Meio do Caminho" |
| 2014          | Minha Rua                  | Apresentador                   |                                             |
| 2015–18       | Magnífica 70               | Carioca                        |                                             |
| 2017          | Pânico na Band             | Zé Pequeno                     | Quadro: "Zé Pequeno do Consumidor"          |
| 2018–presente | Impuros                    | Gilmar Barros                  |                                             |
| 2018          | Pais de Primeira           | Gusmão                         | Episódio: "Maternidade"                     |
| 2019          | Órfãos da Terra            | Detetive Tomás Gomes           |                                             |
| 2022          | Operação Maré Negra        | Walter                         |                                             |
| 2023          | Histórias (Im)Possíveis    | Justino                        | Episódio: "Levante"                         |
| 2024          | Os Quatro da Candelária    | Paulo (Paulinho)               |                                             |
| 2025          | Vale Tudo                  | Jarbas Galhardo                |                                             |

### Cinema
| Ano  | Filme                                | Personagem    | Nota         |
| ---- | ------------------------------------ | ------------- | ------------ |
| 2024 | Arca de Noé                          | Zé Urso (voz) | Voz original |
| 2017 | Goitaca                              | Chefe Goitaca |              |
| 2016 | O Roubo da Taça                      | Cecílio       |              |
| 2014 | Trash                                | Thiago        |              |
| 2013 | Julio Sumiu                          | Tião Demônio  |              |
| 2012 | Cidade de Deus - 10 Anos Depois      | Ele mesmo     |              |
| 2012 | Totalmente Inocentes                 | Tranquilo     |              |
| 2012 | No Olho da Rua                       |               |              |
| 2012 | As Aventuras de Agamenon, o Repórter | Traficante    |              |
| 2007 | O Homem que Desafiou o Diabo         | Zé Pretinho   |              |
| 2006 | Trair e Coçar É só Começar           | Mecânico      |              |
| 2005 | Cafundó                              | Cirino        |              |
| 2002 | Cidade de Deus                       | Zé Pequeno    |              |